# Ronde van Thüringen voor vrouwen 2022
De 34e editie van de wielerwedstrijd Ronde van Thüringen voor vrouwen (Thüringen Rundfahrt der Frauen of Lotto Thüringen Ladies Tour) werd in 2022 verreden van 24 tot en met 29 mei. De wedstrijd maakt deel uit van de UCI Women's ProSeries 2022. De ronde ging van start in Hof (Beieren) en finishte in Altenburg (Thüringen). In alle zes etappes was de startplaats ook de aankomstplaats. De vorige editie werd gewonnen door de Nederlandse Lucinda Brand. Zij werd opgevolgd door de Australische Alexandra Manly, die vier van de zes etappes wist te winnen en ook het puntenklassement won.

## Deelname
Er nam één UCI Women's World Tour-ploeg, 11 continentale teams, 2 clubteams en 3 nationale selecties deel. In totaal gingen 100 rensters van start.
| WorldTour          | Continentaal | Clubteams                 | Nationale selectie         |
| ------------------ | --- | ------------------------- | -------------------------- |
| BikeExchange Jayco | Arkéa BePink Canyon-SRAM Generation Ceratizit-WNT Coop-Hitec Products Le Col-Wahoo Lotto Soudal Ladies Parkhotel Valkenburg Plantur-Pura Roxsolt Liv SRAM Top Girls Fassa Bortolo | Maxx-Solar Team Stuttgart | België Duitsland Nederland |

## Etappe-overzicht
| Etappe | Datum  | Start      | Finish     | Type       | Afstand  | Winnaar            | Klassementsleider |
| ------ | ------ | ---------- | ---------- | ---------- | -------- | ------------------ | ----------------- |
| 1      | 25 mei | Hof        | Hof        | Heuvelrit  | 93,8 km  | Alexandra Manly    | Alexandra Manly   |
| 2      | 26 mei | Gera       | Gera       | Heuvelrit  | 99,6 km  | Georgia Baker      | Alexandra Manly   |
| 3      | 27 mei | Dörtendorf | Dörtendorf | Heuvelrit  | 129,2 km | Alexandra Manly    | Alexandra Manly   |
| 4      | 28 mei | Schleiz    | Schleiz    | Heuvelrit  | 127 km   | Alexandra Manly    | Alexandra Manly   |
| 5      | 29 mei | Gotha      | Gotha      | Heuvelrit  | 133,1 km | Joelija Birjoekova | Alexandra Manly   |
| 6      | 30 mei | Altenburg  | Altenburg  | Vlakke rit | 104,3 km | Alexandra Manly    | Alexandra Manly   |

## Klassementenverloop
| Etappe       | Winnaar            | Algemeen klassement · | Puntenklassement · | Bergklassement · | Jongerenklassement · | Ploegenklassement    |
| ------------ | ------------------ | --------------------- | ------------------ | ---------------- | -------------------- | -------------------- |
| 1            | Alexandra Manly    | Alexandra Manly       | Alexandra Manly    | Debora Silvestri | Silvia Zanardi       | Parkhotel Valkenburg |
| 2            | Georgia Baker      | Alexandra Manly       | Alexandra Manly    | Justine Ghekiere | Silvia Zanardi       | BikeExchange Jayco   |
| 3            | Alexandra Manly    | Alexandra Manly       | Alexandra Manly    | Justine Ghekiere | Femke Gerritse       | Le Col-Wahoo         |
| 4            | Alexandra Manly    | Alexandra Manly       | Alexandra Manly    | Justine Ghekiere | Femke Gerritse       | Plantur-Pura         |
| 5            | Joelija Birjoekova | Alexandra Manly       | Alexandra Manly    | Justine Ghekiere | Femke Gerritse       | Plantur-Pura         |
| 6            | Alexandra Manly    | Alexandra Manly       | Alexandra Manly    | Justine Ghekiere | Femke Gerritse       | Plantur-Pura         |
| 0Eindstanden | 0Eindstanden       | Alexandra Manly       | Alexandra Manly    | Justine Ghekiere | Femke Gerritse       | Plantur-Pura         |

Omloop Het Nieuwsblad · 
Nokere Koerse · 
Dwars door Vlaanderen · 
Brabantse Pijl · 
Festival Elsy Jacobs · 
Ronde van Thüringen · 
Ronde van Zwitserland · 
Ronde van Emilia